# Byrsophyllum
Byrsophyllum é um género botânico pertencente à família Rubiaceae.